# Ceritrypetes idiotropha
Ceritrypetes idiotropha är en fjärilsart som beskrevs av Bradley 1956. Ceritrypetes idiotropha ingår i släktet Ceritrypetes och familjen glasvingar. Inga underarter finns listade i Catalogue of Life.